# Fujiwara no Yukinari

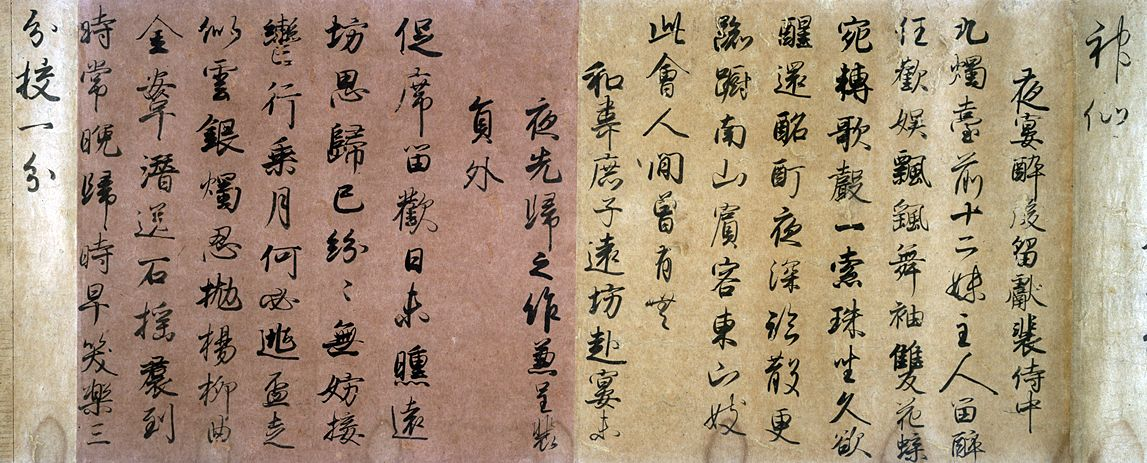
Haku Rakuten Shikan

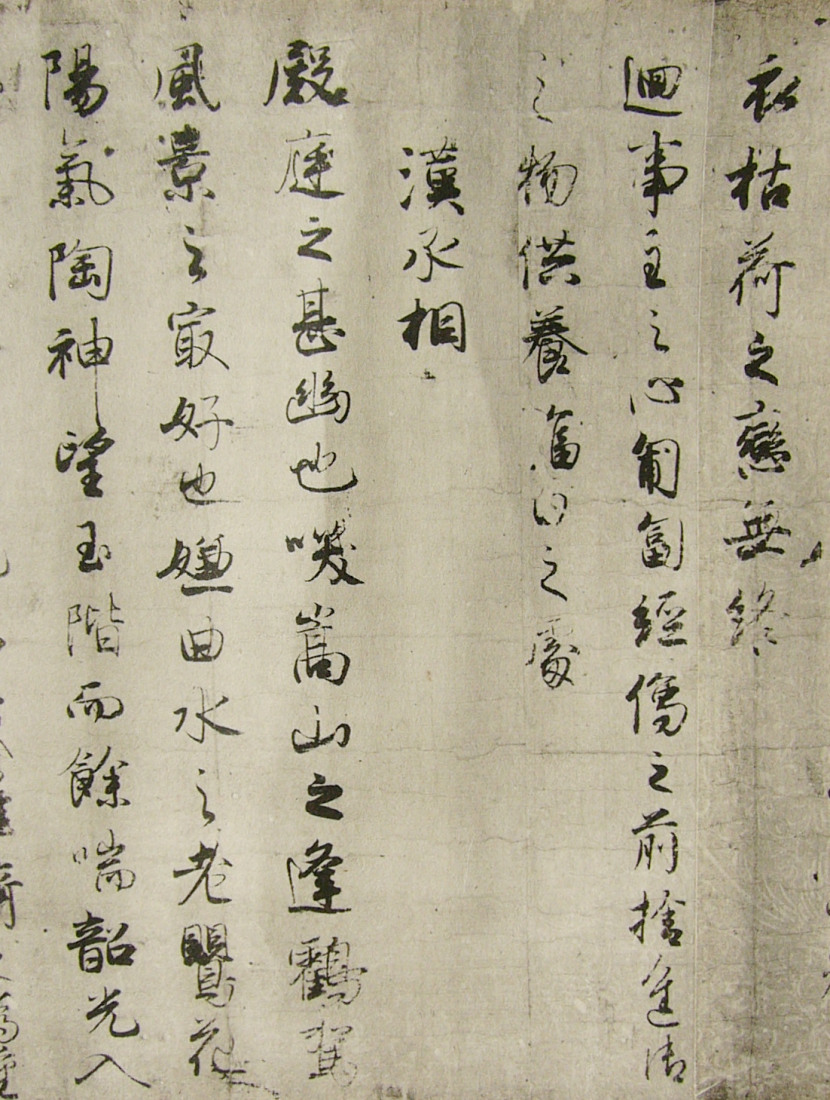
Honnōji-gire

Fujiwara no Yukinari (japanisch 藤原 行成, bzw. in respektvoller Lesung Fujiwara no Kōzei; geb. 972; gest. 3. Januar 1028) war ein japanischer Hofbeamter und Kalligraf der Heian-Zeit. Zusammen mit Fujiwara no Sukemasa und Ono no Michikaze gehört er zu den drei großen Kalligrafen seiner Zeit.

## Leben und Werk
Yukinari war der Sohn des Fujiwara no Yoshitaka (藤原 義孝; 954–974) und Enkel des Fujiwara no Koretada (藤原 伊尹; 924–972).
Im Jahr 995 wurde er im Alter von 24 Jahren kaiserlicher Chefsekretär (蔵人頭 kurōdo no tō), 1001 kaiserlicher Berater (参議 sangi) und schließlich 1020 zum außerordentlichen Großen Kanzleramtsrat (権大納言 gon-dainagon) ernannt. Er hatte den zweiten, wirklichen Hofrang (正二位 shō-ni-i) inne.
Beispiele seiner Kana-Schrift sind nicht erhalten, dafür aber eine Reihe von Texten, die vollständig mit Kanji geschrieben sind. Unter den erhaltenen Texten gilt die Schriftrolle mit dem Titel „Gedichte von Haku Rakuten“ (Haku rakuten shikan) als besonders charakteristisch. Die Rolle enthält acht Gedichte des Poeten der Tang-Dynastie Bai Juyi, der auch als Bo Luoran (chinesisch 白楽天, japanisch Haku Rakuten gelesen) bekannt ist. Die acht Gedichte sind eine Auswahl aus dem 65. Abschnitt des Gesamtwerkes Bozhi wenji (chinesisch 白氏文集). Yukinari kopierte diese Gedichte am 21. Tag des 8. Monats im 2. Jahr Kannin (1018). Im gegenwärtigen Zustand besteht der Text aus 61 Zeilen, aber es gibt Belege, dass am Anfang und aus der Mitte von Bewunderern der Handschrift Yukinaris Zeilen herausgetrennt wurden.
Yukinaris Stil kann man als korrekt und schön bezeichnen. Die Zeichen sind wohl ausgewogen und liegen gut auf der Linie. Die Schrift vermittelt ein sauberes und klares Gefühl, was sie für das Auge angenehm lesbar macht. Verglichen mit Ono no Michikaze hat sie eine stärker weltgewandte Qualität, so dass man Yukinari als Vollender des von Michikaze entwickelten Schrifttyps bezeichnen kann.
Yukinari scheint eine freundliche, vornehme Disposition gehabt zu haben, er war vielleicht ein gutes Beispiel für einen Mann vom Hofe der Zeit. Dies wird auch durch sein Tagebuch Gonki (権記) belegt, sowie durch zeitgenössische Berichte.

## Schriftstücke
- Haku rakuten shikan oder Hakushi shikan (白氏詩巻), Nationalschatz, Nationalmuseum Tokio
- Honnōji-gire (本能寺切), Nationalschatz, aufbewahrt im Tempel Honnō-ji
- Go-Sagain hon-Hakushi shikan (後嵯峨院本白氏詩巻), Nationalschatz, Masaki-Kunstmuseum
- Atsuyasu-shinnō kankei bunsho (敦康親王関係文書), Sannomaru shōzōkan (三の丸尚蔵館) (Siehe Kōkyo Higashi-gyoen)
- Shojō (Onmeijō) (書状 (恩命帖)), Wichtiges Kulturgut, Nationalmuseum Tokio